# Pierre Ménat
Pierre Ménat (ur. 12 sierpnia 1950 w Paryżu) – francuski prawnik, politolog i dyplomata, w latach 2004-2007 ambasador Francji w Polsce.
Absolwent ENA. Początki jego służby publicznej wiązały się z pracą w samorządach. Od 1982 w służbie dyplomatycznej. Pełnił wiele różnych funkcji w resorcie spraw zagranicznych, a także kancelariach premiera i prezydenta, pracował również w przedstawicielstwie Francji przy ONZ. W latach 1997–2002 ambasador w Rumunii. Od 2004 piastował funkcję ambasadora w Polsce.

## Odznaczenia
- Oficer Legii Honorowej – 2012[2]
- Kawaler Legii Honorowej – 2003[2]
- Komandor Orderu Gwiazdy Rumunii – Rumunia, 1999[3]
- Krzyż Wielki Orderu Zasługi – Rumunia, 2002[3]
- Krzyż Komandorski Orderu Zasługi RP – Polska, 2007[4]